# Happy Birthday: Inochi kagayaku toki
Happy Birthday: Inochi kagayaku toki (jap. ハッピーバースデー いのちかがやくとき) – japońska powieść dla dzieci autorstwa Kazuo Aokiego. Książka została wydana nakładem wydawnictwa Kin no Hoshisha w grudniu 1997.
W kwietniu 2005 Aoki oraz Tami Yoshitomi wydali powieść Happy Birthday (jap. ハッピーバースデー), będącą adaptacją pierwotnego dzieła Aokiego przeznaczoną dla dojrzałego odbiorcy.
Wedle danych wydawnictwa, do 2005 sprzedano 650 tysięcy egzemplarzy Happy Birthday: Inochi kagayaku toki. Sprzedaż Happy Birthday w ciągu 4 miesięcy od premiery książki wyniosła zaś 500 tysięcy egzemplarzy. Według doniesień mediów, łączna sprzedaż obu książek oraz mangi opartej na Happy Birthday: Inochi kagayaku toki miała do 2011 wynieść 1,5 miliona egzemplarzy.

## Adaptacje
Na podstawie Happy Birthday: Inochi kagayaku toki powstał w 1999 japoński film animowany o takim samym tytule, stworzony przez studio Magic Bus. Reżyserem był Satoshi Dezaki, autorką scenariusza - Setsuko Shibuichi, muzykę skomponował zaś Yūki Nakajima.
W 2009 na podstawie Happy Birthday: Inochi kagayaku toki powstała również dorama, stworzona przez Fuji TV w ramach obchodów 50. rocznicy założenia stacji.
Happy Birthday: Inochi kagayaku toki doczekało się również adaptacji mangowej, wydanej w dwóch tankōbonach. Premiera pierwszego tomu - Happy Birthday Jō (jap. コミック ハッピーバースデー (上)) - miała miejsce w grudniu 2005, a drugiego - Happy Birthday Ka (jap. コミック ハッピーバースデー (下)) - w styczniu 2006.